# Kevin Porter Jr.
 Bryan Kevin Porter Jr. (4 de maio de 2000) é um basquetebolista profissional norte-americano que atualmente joga pelo Milwaukee Bucks da National Basketball Association (NBA).
Ele jogou basquete universitário na Universidade do Sul da Califórnia e foi selecionado pelo Milwaukee Bucks como a 30° escolha geral no draft da NBA de 2019, sendo posteriormente trocado para o Cleveland Cavaliers.

## Primeiros anos
Porter nasceu em Seattle, Washington, filho de Ayanna e Bryan Kevin Porter Sr. Seu pai jogou futebol americano, basquete e beisebol na Rainier Beach High School, em Seattle, nos anos 90.  
Em julho de 2004, quando Kevin Jr. tinha quatro anos, seu pai foi baleado cinco vezes e morto enquanto tentava ajudar uma pessoa que estava sendo atacada. Como resultado, ele foi criado por sua mãe, que se tornou seu modelo. Porter praticava esportes para homenagear seu falecido pai e se recuperar da perda dele.

## Carreira no ensino médio
Porter convenceu sua mãe a matriculá-lo na Rainier Beach High School, em vez da O'Dea High School em Seattle, porque seu pai praticava esportes lá e ele queria preservar a tradição. 
Em seu último ano, ele obteve uma média de 27 pontos, 14 rebotes e 5 assistências, enquanto Rainier Beach terminou com um recorde de 22–7. Em 3 de março de 2018, Porter registrou 22 pontos e 11 rebotes na derrota na final do campeonato estadual da Classe 3A. No final da temporada, ele foi nomeado Mr. Basketball de Washington pela Associação de Treinadores do Estado. 
Porter era considerado um recruta de cinco estrelas pela 247Sports e pela Rivals. Ele foi o jogador mais bem classificado de Washington na classe de 2018 e recebeu ofertas de vários programas da Divisão I da NCAA, incluindo UCLA, Oregon e Washington, antes de se comprometer com a USC.  Porter se tornou o primeiro jogador da USC desde DeMar DeRozan em 2008 a ser classificado como um recruta de cinco estrelas pela Rivals.
| Nome | Cidade natal                           | Escola        | Altura | Peso  | Data               |
| --- | -------------------------------------- | ------------- | ------ | ----- | ------------------ |
| Kevin Porter Jr. SG | Seattle, Washington                    | Rainier Beach | 1,96 m | 88 kg | 2 de Julho de 2017 |
| Kevin Porter Jr. SG | Recrutamento: Rivais: 247Sports: ESPN: |               |        |       |                    |
| - Nota: Em muitos casos, Scout, Rivals, 247Sports e ESPN podem entrar em conflito em suas listas de altura e peso, nestes casos, a média foi obtida. - Fonte: |                                        |               |        |       |                    |

## Carreira universitária
Porter estreou na USC em 6 de novembro de 2018, marcando 15 pontos em uma vitória por 83-62 sobre Robert Morris.
Em 20 de novembro, contra Universidade Estadual de Missouri, ele sofreu uma contusão no quadríceps. Ele voltou em 1 de dezembro contra Nevada, mas saiu aos 4 minutos porque sentiu novamente a lesão. Ele perdeu mais nove jogos com essa contusão e retornou novamente em 10 de janeiro de 2019, marcando 5 pontos em 25 minutos. Três dias depois, no entanto, ele foi suspenso indefinidamente pela USC por "questões de conduta pessoal". Independentemente disso, Porter afirmou que terminaria a temporada com o time. 
Em sua única temporada em USC, Ele teve média de 9,8 pontos, 4.0 rebotes e 1,4 assistências em 22 minutos por jogo.
No final de sua temporada de calouro, Porter anunciou sua intenção de renunciar à sua elegibilidade colegiada e se declarar para o Draft da NBA de 2019. 

## Carreira profissional

### Cleveland Cavaliers (2019–2021)
No draft da NBA de 2019, Porter foi selecionado pelo Milwaukee Bucks como a 30ª escolha geral, mas posteriormente foi trocado para o Cleveland Cavaliers via Detroit Pistons. Em 3 de julho de 2019, os Cavaliers anunciaram que haviam assinado um contrato de 4 anos e US$8 milhões com Porter.

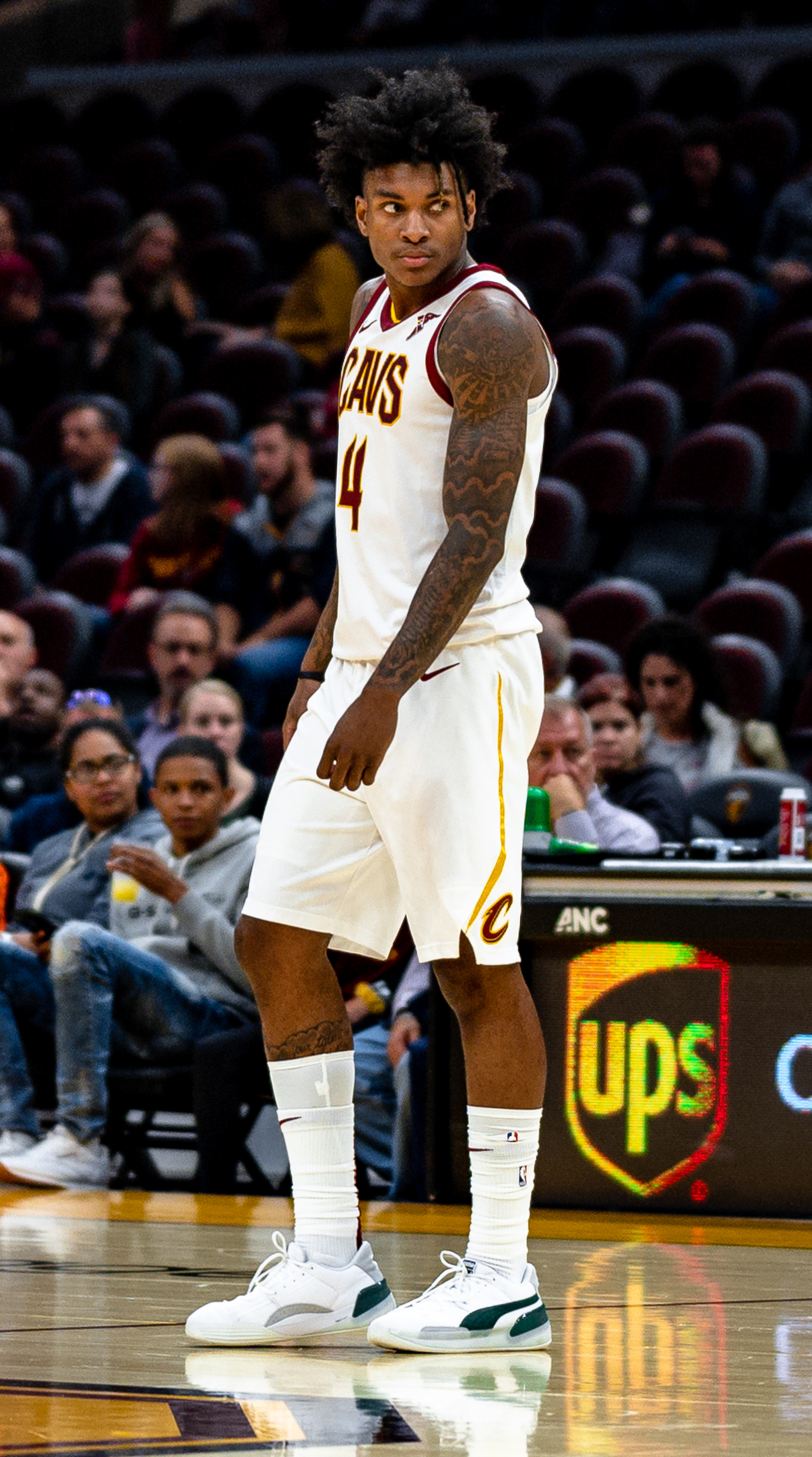

Em 23 de outubro, Porter fez sua estreia na NBA, jogando em uma derrota de 85–94 para o Orlando Magic, terminando com um rebote, duas assistências e um roubo de bola. Em 4 de novembro, ele foi suspenso por um jogo sem remuneração por entrar em contato indevidamente com um oficial do jogo. Sua primeira partida como titular pelos Cavaliers foi em 19 de novembro contra o New York Knicks em uma derrota de 123–105, onde registrou então o recorde de sua carreira de 18 pontos em 31 minutos.
Porter começou a temporada de 2020–21 inativo devido a uma acusação de porte de arma nas férias, que mais tarde foi retirada. Em 18 de janeiro de 2021, os Cavaliers anunciaram que Porter seria trocado ou liberado devido um surto relacionado a uma mudança de armário após a aquisição de Taurean Prince do Brooklyn Nets. Três dias depois, ele foi trocado para o Houston Rockets, sem ter jogado um único jogo com os Cavaliers na temporada de 2020–21.

### Houston Rockets (2021–2023)
Em 21 de janeiro de 2021, Porter foi trocado para o Houston Rockets por uma escolha de segunda rodada. Mais tarde, ele foi designado para o afiliado dos Rockets na G-League, o Rio Grande Valley Vipers, estreando pelos Vipers na abertura da temporada em 10 de fevereiro de 2021. Em 25 de fevereiro, ele registrou o primeiro triplo-duplo da temporada da G-League, registrando 27 pontos, 11 rebotes e 14 assistências. Em 6 de março, os Rockets oficialmente o chamaram de volta dos Vipers após um desempenho impressionante na G-League.
Porter fez sua estreia oficial com os Rockets em 11 de março de 2021, contribuindo com 13 pontos, dez assistências e cinco rebotes em um jogo perdido contra o Sacramento Kings. Em 28 de abril, Porter foi multado em US$50.000 por violar os protocolos de Saúde e Segurança da liga. No dia seguinte, ele teve 50 pontos e 11 assistências em uma vitória contra o Milwaukee Bucks, tornando-se o jogador mais jovem da história da NBA a ter 50+ pontos e 10+ assistências em um jogo. Ao final da temporada regular, Porter jogou apenas 26 jogos com os Rockets devido aos muitos conflitos que enfrentava, com médias de 16,6 pontos, 6,3 assistências, 3,8 rebotes e 3,1 turnovers.

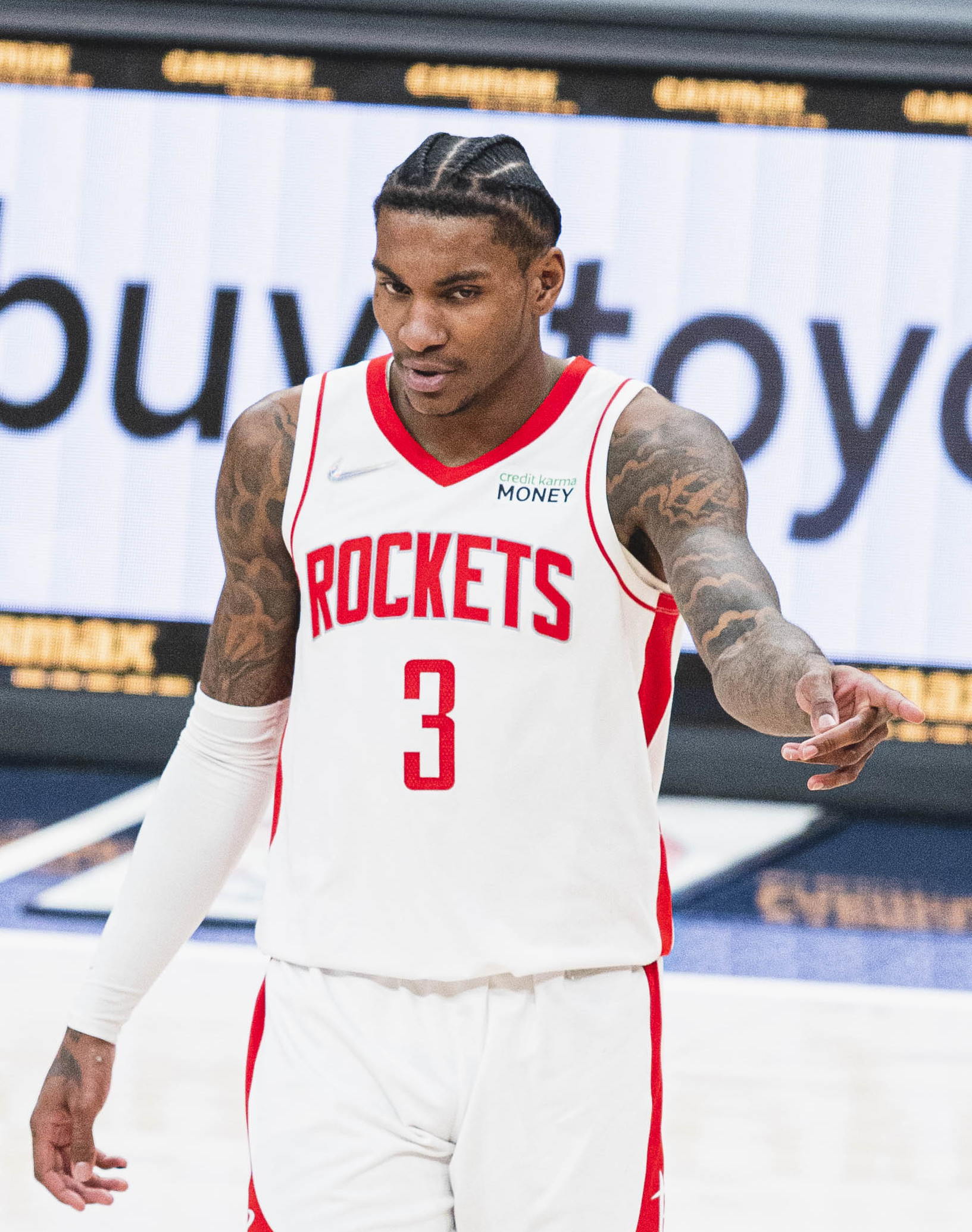
Porter com os Rockets

Em 1º de janeiro de 2022, durante uma derrota de 111–124 para o Denver Nuggets, Porter e seu companheiro de equipe Christian Wood tiveram uma briga verbal com o assistente técnico dos Rockets, John Lucas, no intervalo. Porter então jogou um objeto no vestiário e deixou o Toyota Center, a arena onde os Rockets estavam jogando, antes do fim do jogo. Em 3 de janeiro, o técnico principal dos Rockets, Stephen Silas, declarou que havia suspendido ambos, Porter e Wood, por um jogo cada por seu comportamento. Em 31 de março de 2022, ele registrou seu primeiro triplo-duplo com 30 pontos, 12 rebotes e 12 assistências em uma derrota de 121–118 contra os Kings. 
Em 17 de outubro de 2022, Porter concordou com uma extensão de contrato de quatro anos e 82,5 milhões de dólares com os Rockets.
Em 23 de março de 2023, ele registrou seu segundo triplo-duplo com 14 pontos, 10 rebotes e 10 assistências em uma derrota de 130–125 contra o Memphis Grizzlies.
Em 17 de outubro de 2023, Porter foi trocado para o Oklahoma City Thunder após uma acusação de agressão doméstica. No entanto, ele foi dispensado após a conclusão da troca.

### PAOK Thessaloniki (2024)
Em 2 de abril de 2024, Porter Jr. assinou com o clube grego PAOK para o restante da temporada. Em 6 partidas do campeonato grego, ele teve médias de 22 pontos, 9,8 rebotes, 6,8 assistências e 2,8 roubos de bola em 39 minutos. Porter Jr. registrou um triplo-duplo contra o Panathinaikos com uma linha de estatísticas de 23 pontos, 14 rebotes e 10 assistências, o primeiro na história dos playoffs da Liga Grega de Basquete.

### Los Angeles Clippers (2024–2025)
Em 10 de julho de 2024, Porter Jr. assinou um contrato de 2 anos e 4,7 milhões de dólares com o Los Angeles Clippers.

### Milwaukee Bucks (2025–Presente)
Em 6 de fevereiro de 2025, Porter Jr. foi negociado com o Milwaukee Bucks em troca de MarJon Beauchamp.
Em 5 de março, Porter Jr. registrou um triplo-duplo com 14 assistências, 11 rebotes e 10 pontos durante uma vitória por 137-110 sobre o Dallas Mavericks.

## Perfil do jogador

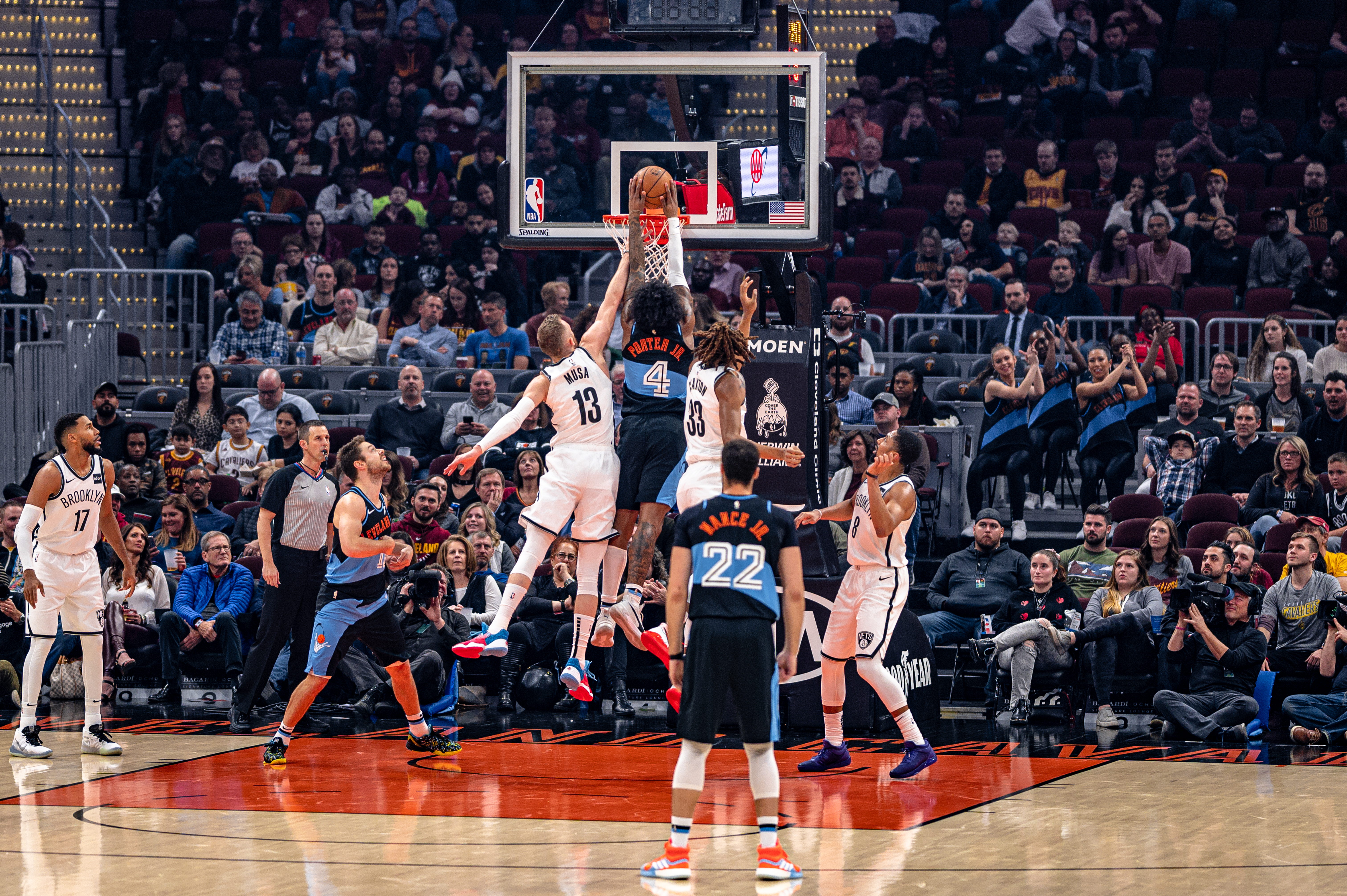
Porter enterrando sobre Dzanan Musa do Brooklyn Nets

Com 1,93 metros de altura e uma envergadura de 2,05 metros, Porter atua nas posições de armador e ala-armador. No ataque, ele possui um jogo forte que é complementado por um alto nível de atletismo, permitindo-lhe ser um artilheiro eficaz na linha de três pontos, próximo e acima do aro, e em transição. Suas habilidades excepcionais de manejo de bola permitem-lhe criar espaço para um arremesso ou um drible. Os olheiros apontaram sua defesa e capacidade de rebote como outra força, forçando turnovers e levando a bola rapidamente pela quadra.
No momento do draft, ele foi comparado a DeShawn Stevenson, Nick Young, J.R. Smith, James Harden, C.J. Miles e Kelly Oubre Jr. Ele se inspira em James Harden, um armador canhoto como ele, citando-o como uma das maiores influências em seu jogo.
Os analistas identificaram a seleção de arremessos, a proporção assistências/turnovers e os lances livres como pontos de melhoria em seu jogo, além de outras preocupações fora da quadra.

## Vida Pessoal

### Acusação de porte de armas
Em 15 de novembro de 2020, Porter Jr. foi acusado pela polícia do Condado de Mahoning após um acidente de carro único por manuseio impróprio de arma de fogo em um veículo. Em um comunicado, o Cleveland Cavaliers declarou: "Estamos cientes da situação envolvendo Kevin Porter Jr. e estamos no processo de coletar informações. Falamos com Kevin e continuaremos a tratar disso privadamente com ele conforme o processo relacionado evolui."
Um grande júri no Condado de Mahoning recusou-se a indiciar Porter pela acusação de porte de arma como crime. Foi determinado que tanto o veículo quanto a arma pertenciam à sua mãe. As acusações de contravenção por dirigir sem licença também foram retiradas.

### Acusação de violência doméstica
Em 11 de setembro de 2023, Porter Jr. foi preso e acusado pelo Departamento de Polícia de Nova York por supostamente agredir sua namorada, Kysre Gondrezick. Após isso, o Houston Rockets proibiram Porter de qualquer interação com a equipe. Após os Rockets trocarem Porter para o Oklahoma City Thunder em 17 de outubro, ele foi imediatamente dispensado pele equipe. Em 23 de janeiro de 2024, ele aceitou um acordo de confissão com a NYPD, declarando-se culpado de uma acusação de contravenção de agressão imprudente e uma violação de assédio de segundo grau.

## Estatísticas da carreira

### NBA

#### Temporada regular
| Ano      | Equipe    | PJ  | PT  | MPJ  | AP   | 3P   | LL   | RT  | AS  | BR  | TO | PPJ  |
| -------- | --------- | --- | --- | ---- | ---- | ---- | ---- | --- | --- | --- | -- | ---- |
| 2019–20  | Cleveland | 50  | 3   | 23.2 | .442 | .335 | .723 | 3.2 | 2.2 | .9  | .3 | 10.0 |
| 2020–21  | Houston   | 26  | 23  | 32.1 | .400 | .368 | .734 | 3.8 | 6.3 | .7  | .3 | 16.6 |
| 2021–22  | Houston   | 61  | 61  | 31.3 | .415 | .375 | .642 | 4.4 | 6.2 | 1.1 | .4 | 15.6 |
| 2022–23  | Houston   | 59  | 59  | 34.3 | .442 | .366 | .784 | 5.3 | 5.7 | 1.4 | .3 | 19.2 |
| Carreira | Carreira  | 196 | 146 | 30.2 | .424 | .361 | .720 | 4.1 | 5.1 | 1.0 | .3 | 15.3 |

### Universidade
| Ano     | Equipe | PJ | PT | MPJ  | AP   | 3P   | LL   | RT  | AS  | BR | TO | PPJ |
| ------- | ------ | -- | -- | ---- | ---- | ---- | ---- | --- | --- | -- | -- | --- |
| 2018–19 | USC    | 21 | 4  | 22.1 | .471 | .412 | .522 | 4.0 | 1.4 | .8 | .5 | 9.5 |

Fonte: